# Trundholms kommun
Trundholms kommun låg i det dåvarande amtet Vestsjællands amt i Danmark. Kommunen hade 11 312 invånare (2004) och en yta på 162,84 km². Højby var centralort. Från 2007 ingår kommunen i Odsherreds kommun (som bildades vid en sammanslagning av tre kommuner). Højby är numera centralort i Odsherreds kommun.